# Daniel Ammon
Emil Karl Daniel Ammon (* 3. Oktober 1874 in Oberrad, Provinz Hessen-Nassau, Königreich Preußen; † 28. Dezember 1941 in Unterweissach, Württemberg) war ein deutscher christlicher Prediger, Graphologe, Psychologe, und Schriftsteller.

## Leben
Daniel Ammon wurde 1874 als erstes Kind des Schreiners Karl Gerhard Ammon und seiner Frau Emilie Luise, geb. Wolf, in der damals selbstständigen Stadt Oberrad geboren. Ab 1900 war Oberrad ein Stadtteil von Frankfurt am Main. Ammon lebte und wirkte später in Unterweissach. Seine christlich geprägten Werke erschienen überwiegend in der Schwabacherschen Verlagsbuchhandlung und im Selbstverlag. Als Vortragsredner war Ammon im In- und Ausland aktiv. Er galt als anerkannte Autorität auf dem Gebiet der Graphologie. Als solcher verteidigte er in seinen Schriften die Graphologie gegen den Vorwurf der Unwissenschaftlichkeit. Im NS-Staat publizierte Ammon nicht mehr.

## Werke
- Gesichtsausdruckskunde, Anleitung zum Studium des menschlichen Charakters, der menschlichen Leidenschaften und Tugenden, Fähigkeiten und Fehler sowie der menschlichen Krankheiten aus Gesichts-, Kopf- und Körperform, Schwabachersche Verlagsbuchhandlung, Stuttgart 1905
- Die Toten leben fort, Verlag D. Ammon, Unterweissach 1919
- Bemeisterung des Schicksals durch Gedankenkräfte, Verlag D. Ammon, Unterweissach 1919
- Geheime Sünden des männlichen und weiblichen Geschlechts, ihre Ursachen und Folgen und der einzig Wahre Weg zur Heilung, Verlag K. Rohm, Lorch 1919
- Seelen-Harmonie, Verlag D. Ammon, Unterweissach 1920
- Geisteskräfte im Vater Unser, Verlag D. Ammon, Unterweissach 1925
- Ich kenne Dich! Praktische Anleitung zur Enthüllung des Charakters aus der Handschrift, Schwabachersche Verlagsbuchhandlung, Berlin 1928
- Passen wir zusammen? Gesicht und Kopfform als Charakter- und Schicksals-Spiegel für Gattenwahl und Eheglück, Schwabachersche Verlagsbuchhandlung, Berlin 1929
- Innere Lebensführungen, Christlicher Schriftenvertrieb der Gefangenen- und Schriftenmission J. Maar, Bamberg 1930.
- Selbsterlebnisse durch das Gebet und Gottes Führung, Verlag D. Ammon, Unterweissach (Württbg.), 1933.

### Neuausgabe
- Seelen-Harmonie, Sarastro GmbH, Paderborn 2012, ISBN 978-3-86471-152-7